# Ванкувер Миллионэрис
«Ванкувер Миллионэрис» (англ. Vancouver Millionaires) (позже известные как «Ванкувер Марунс») — профессиональный хоккейный клуб, базирующийся в Ванкувере, провинция Британская Колумбия, Канада. Выступал в Хоккейной ассоциации Тихоокеанского побережья (PCHA) и Хоккейной лиге Западной Канады (WCHL) с 1911 по 1926 год. Клуб играл на «Денман Арене», первом искусственном ледовом покрытии в Канаде и самом большом крытом катке в мире на момент его открытия.
«Миллионэрис/Марунс» шесть раз становились чемпионами PCHA (1915, 1918, 1921, 1922, 1923, 1924) и один раз выиграли Кубок Стэнли — в 1915 году у «Оттавы Сенаторз» из NHA.
Их форма была бордовой, с белой буквой «V» и надписью «Ванкувер» с одной стороны буквы и с другой. Фред «Циклон» Тейлор, Микки Маккей и Дидье Питр были одними из самых значимых игроков, надевавших форму «Миллионэрис/Марунс» за всю историю команды.
1 октября 2010 года «Ванкувер Кэнакс» приобрёл права на логотипы, майки и торговые марки «Ванкувер Миллионэрис». С тех пор «Кэнакс» несколько раз надевали ретро-форму «Миллионеров», в частности, 2 марта 2014 года в матче Классики наследия НХЛ 2014 против «Оттавы Сенаторз».